# Storia del giornalismo italiano
La storia del giornalismo italiano assume un ruolo importante nella storia del giornalismo e in quella d'Italia.

## Il primo sviluppo dei fogli d'informazione fra '500 e '600
In tutti gli stati italiani, l'esercizio della stampa non era libero. Lo Stato imponeva un controllo attraverso la limitazione dell'autorizzazione a stampare. Infatti il sovrano decideva, a suo piacimento, quale tipografia poteva stampare un'opera. Tale specifica licenza era chiamata “privilegio di stampa”. Ogni opera nuova, inoltre, doveva essere vagliata prima della pubblicazione. Era quindi impossibile stampare notizie in proprio, sia le buone nuove, sia le notizie che mettessero in cattiva luce il sovrano.
Per aggirare il regime autorizzatorio nacque il costume di scrivere fogli avvisi manoscritti non firmati. Si trattava di fogli d'informazione sotto forma di lettere. Le prime città in cui apparvero gli Avvisi furono Roma e Venezia. Erano composti generalmente da quattro fogli non rilegati, scritti sia sul recto che sul verso. I fogli avvisi romani diffondevano le informazioni che da ogni parte del mondo giungevano nel principale centro della cristianità; inoltre riportavano le notizie più aggiornate dal Centro Italia e dal Mezzogiorno; sui fogli avvisi veneziani si pubblicavano abbondanti notizie dai principati tedeschi (Venezia era la città italiana che aveva più relazioni con i Paesi di lingua tedesca e slava) e dai Paesi levantini.
L'esempio di Roma e di Venezia si propagò rapidamente nelle altre principali città d'Italia, specialmente a Genova e a Milano. Genova era una capitale commerciale e, alla fine del Cinquecento, gli avvisi erano dei tipici fogli commerciali: contenevano gli orari degli arrivi e delle partenze delle navi, notizie sul traffico ed i prezzi delle merci. Non mancavano di riferire le mosse dei pirati barbareschi che dalle loro basi di Algeri e Tunisi attaccavano le coste dell'Italia e di altri Paesi. Gli avvisi milanesi riferivano soprattutto dei fatti della corte di Spagna in Lombardia (Milano fu un possedimento spagnolo dal 1559 al 1706), nonché della vicina Svizzera e delle Fiandre.
In tutte le città italiane gli Avvisi si diffusero con grande velocità. I fogli, quasi tutti a periodicità settimanale, si spedivano di sabato, giorno in cui i corrieri postali partivano da Roma, Venezia, Genova e Milano. Venivano spesso allegati ai dispacci diplomatici o ai carteggi privati. Le vendite consentirono ai loro anonimi estensori di realizzare buoni guadagni. Nella Repubblica di Venezia i fogli avvisi erano venduti a 2 soldi. Dal momento che la moneta veneta da due soldi si chiamava gaxeta, i fogli avvisi assunsero il nome di tale moneta, italianizzato poi in gazzetta.

## XVII secolo
Venezia era la città italiana che registrava la più ampia produzione di fogli di notizie, diffusi via posta in molte altre città italiane ed europee. Su di essi sorvegliava con attenzione il governo della Repubblica, che lasciava comunque una certa libertà d'espressione.
Verso la metà del secolo le autorità pubbliche decisero di autorizzare l'uscita di fogli di notizie (o gazzette) a stampa. Nacquero così i primi periodici distribuiti a cadenze regolari. Si trattava di pubblicazioni per lo più di piccolo formato, a due o quattro pagine, che uscivano una o due volte al mese.
Il più antico nacque in Toscana: nel 1636 il Granduca Ferdinando II concesse a Lorenzo Landi e Amatore Massi il privilegio di stampare una gazzetta a Firenze. Seguirono Milano l'anno seguente e Genova nel 1639. Il compilatore della prima gazzetta genovese fu Michele Castelli. Nel 1642 le gazzette a stampa genovesi erano già due: alla prima, che aveva avuto il privilegio di stampa in quanto filo-spagnola, se ne aggiunse una seconda filo-francese. Entrambe portavano il nome di Genova sulla testata. La prima fu soppressa nel 1646 a causa di un mutamento di alleanze della Repubblica, che si allontanò dalla Spagna. In quell'anno il direttore della gazzetta filo-francese, Luca Assarino, decise di dare un nome al proprio giornale, che fu ribattezzato «Il Sincero». Fu uno dei primi giornali in Italia a portare un titolo specifico.
A Napoli, a quel tempo la più popolosa città italiana, la prima gazzetta nacque nel 1642. Nello Stato Pontificio nacquero la Gazzetta pubblica nel 1640 e una gazzetta a Bologna nel 1642. Seguirono altre città: Rimini (1660), Macerata (1667), Ancona (1668), Foligno (1680), Todi (1684) e Senigallia (1687). Il primo giornale apparso a Torino fu I successi del mondo (1645-1669). Voluto da Cristina di Borbone, il giornale fu fondato dall'abate Pierantonio Soncini o Socini. A Venezia si continuò a redigere gazzette manoscritte.
Il formato tipico delle prime gazzette era di 21,5 cm di base per 32 cm di altezza (di poco maggiore rispetto al formato in ottavo usato per i libri); contenevano in media quattro pagine. La periodicità era settimanale, ma non esisteva una numerazione progressiva. Altre caratteristiche dei giornali dell'epoca erano l'assenza di una titolazione e la struttura a “raccoglitore” di semplici notizie. Gli articoli erano allineati uno sotto l'altro senza interlinee o spaziature tra le righe. La totale assenza di titoli e di rubriche conferivano un carattere di uniformità a tutte le pagine.
Il prezzo di un foglio di notizie poteva variare da cinque a quindici soldi; quelli a stampa erano distribuiti a un prezzo inferiore rispetto a quelli manoscritti. 
I giornali erano venduti nelle botteghe dei librai o da parte degli stampatori stessi. Gli acquirenti e i lettori delle gazzette erano soprattutto diplomatici, politici, funzionari, ecclesiastici e mercanti. Nella seconda metà del secolo apparvero i primi abbonamenti. Solo sul finire del Seicento i fogli di notizie divennero di 8 pagine e passarono da settimanali a bisettimanali.
La prima rivista culturale italiana fu il «Giornale de' Letterati» (il “letterato” all'epoca era lo studioso, il dotto), un trimestrale fondato a Roma nel 1668 dall'abate Francesco Nazzari, seguito nel 1671 da un'analoga pubblicazione a Venezia («Giornale veneto de' letterati», 1671-1690). I «Giornali de' letterati» si proponevano di orientare la cultura intellettuale recensendo le principali opere stampate in Italia. La formula del giornale per eruditi si diffuse anche a Parma, dove apparve nel 1686 il «Giornale de' Letterati», curato da padre Benedetto Bacchini. Chiuso nel 1690, rinacque a Modena, dove continuò fino al 1698. Fu fondato un «Giornale de' Letterati» anche a Ferrara (1688-89). Nel 1696 apparve a Venezia un nuovo periodico per eruditi, la «Galleria di Minerva» (1696-1717). Nello Stato pontificio troviamo a Forlì il «Genio de' letterati», fondato da Giuseppe Malatesta Garuffi nel 1705. Nel 1710 nacque a Venezia il «Giornale de' letterati d'Italia». Tra tutti i periodici d'élite dell'epoca, divenne il modello da imitare e fu preso ad esempio da molte altre riviste.

## XVIII secolo
Nel XVIII secolo si cominciarono a stampare gazzette con periodicità fissa a Napoli, Bologna (fratelli Sassi, 1730), Foligno, Parma (Giuseppe Rosati) ed in altre città. Da questi periodici nacquero le Gazzette ufficiali dei diversi stati d'Italia. Le aree trainanti del giornalismo italiano furono la Repubblica di Venezia e la Lombardia. Delle 803 pubblicazioni periodiche censite in Italia nel Settecento, tra giornali letterari e scientifici, gazzette e almanacchi, 240 - pari al 30% - uscivano nel territorio della Repubblica di Venezia, il 20% nel Ducato di Milano, 13% nello Stato Pontificio. Può essere utile fornire un quadro riassuntivo per ciascuno Stato della penisola.

### Repubblica di Venezia
Venezia, durante quasi tutto il XVIII secolo, fu il centro più attivo del giornalismo italiano. La Serenissima raggiunse un primato in tutti i tipi di periodici: dal letterario allo scientifico, dal foglio d'informazione a quello educativo-morale. Nel 1765 l'abate veneziano P. Chiari decise di fondare un giornale quotidiano, il Diario Veneto. Uscito il 1º gennaio 1765 in formato 25x19 cm, fu il primo quotidiano stampato a Venezia.
Giornali fondati a Venezia dal 1710 al 1796
Giornale de' letterati d'Italia (1710-40) trimestrale curato da Scipione Maffei, Antonio Vallisneri e Apostolo Zeno. Durante i suoi trent'anni di vita, esercitò una vasta influenza nel mondo letterario italiano. Mercurio storico e politico (1718), Giornale de' letterati ultramontani, Foglietti letterari (1723), Galleria di Minerva riaperta (1724), Estratti de' giornali eruditi d'Europa (1724), Atti eruditi della Società Albrizziana (1724), Gran giornale d'Europa (1725), Storia letteraria d'Europa (1726), Filosofo alla moda (1727), Giornale de' Letterati di Europa (1727), Novelle della Repubblica delle Lettere (1729, dal 1734 "Novelle della Repubblica letteraria"), Storia dell'anno... (1730), Il Nuovo Postiglione ossia Compendio de' più accreditati fogli d'Europa (1741) di Giambattista Albrizzi, Storia letteraria d'Italia (1750), Magazzino universale (1751), Spettatrice (1752), Notizie ecclesiastiche di Roma (1759), Gazzetta veneta (1760-62), bisettimanale di Gasparo Gozzi, divenuta poi "Nuova gazzetta veneta", Mondo morale (1760), Osservatore veneto (1761), divenuto poi “Gli osservatori veneti” (1762) di Gasparo Gozzi, La Minerva di Angelo Calogerà (1762), Giornale di medicina (1762), Frusta letteraria (1763-65) quindicinale a cura di Giuseppe Baretti, Biblioteca moderna (1763), Giornale d'Italia (1764), settimanale di otto pagine, Storia delle cause civili (1764), Diario veneto (1765), Corriere letterario (1765), Giornale della Letteratura d'Europa e principalmente d'Italia (1766), Giornale veneto (1766), Magazzino italiano delle cose letterarie piacevoli e interessanti utili ed erudite (1767), Sognatore italiano (1768), Europa letteraria (1768) di Domenico Caminer, Notizie dal mondo (1769), Giornale enciclopedico (1773) di Elisabetta Caminer, Novellista veneto (1775), Notizie del mondo (1779) di Giovanni Ristori, Opuscoli miscellanei (1780), Messager de Thalie (1780), Gazzetta universale (1780), Giornale letterario (1781), Nuovo giornale enciclopedico (1782), Avvisi pubblici di Venezia (1785), Gazzetta delle gazzette (1786), Gazzetta urbana veneta (1787) di Antonio Piazza, Nuovo giornale enciclopedico d'Italia (1790), Genio letterario d'Europa (1793), Memorie per servire all'istoria letteraria e civile (1793), Mercurio d'Italia storico-politico (1796) di Giuseppe Compagnoni.
Vedi anche: Repertorio delle licenze di stampa veneziane con falso luogo di edizione (1740-1797)

### Milano e Lombardia
Nella “casa” degli Illuministi italiani Pietro Verri fondò nel 1764 il noto giornale letterario Il Caffè. 

Nel 1780 uscì la Gazzetta enciclopedica di Milano (1780-1802); due anni dopo apparve il Giornale enciclopedico di Milano (1782-1797). Nel 1793 nacque il Corriere milanese (1793-1815).
Pur essendo edita in Svizzera, la Gazzetta di Lugano, edita dal tipografo Giambattista Agnelli e diretta dall'abate Giuseppe Vanelli, fu in questo secolo uno dei fogli di notizie più diffusi nell'Italia del Nord.

### Gli altri stati italiani
Stato della Chiesa
- Roma

«Diario Ordinario» ("Chracas") (1716-1774), «Giornale de' Letterati» (1742-1759), «Effemeridi letterarie di Roma» (1772-1798) di G. L. Bianconi, «Antologia romana» e «Anecdota Litteraria» (1774-1798), «Diario economico di agricoltura, manifattura e commercio» (1776-1777), il «Giornale delle belle arti e della incisione antiquaria, musica e poesia» (1785-1788), le «Memorie per le belle arti» (1785-1798), i «Monumenti antichi inediti» (1784-1798), il «Giornale ecclesiastico di Roma» (1785-1798), gli «Annali di Roma» (1787-97) di Michele Mallio, le «Notizie politiche o sia istoria de' più famosi avvenimenti del mondo» (1788-1790), il «Giornale ecclesiastico di Roma» (1786-1798), con il suo «Supplemento» (1789-1798): cfr. O. Vercillo, Periodici romani, cit., pp. 21–23
- Legazioni pontificie

Bologna, poi Gazzetta di Bologna (1643-1787); Diario bolognese Ecclesiastico, e civile (1759-1800); Memorie enciclopediche (1781-85), poi Giornale enciclopedico (1785-87) di Giovanni Ristori; Gazzetta di Bologna (1788-1808) per i tipi di Giovanbattista Sassi. Giornale de' letterati (Ferrara, 1688-89); Gazzetta di Ravenna (dal 1716); Genio de' letterati (di Giuseppe Malatesta Garuffi, Forlì, 1705); Notizie politiche (Cesena, 1788-95) di Juan de Osuna, Notizie letterarie (Cesena, 1791-92), di Juan de Osuna, Almanacco istorico… di tutti gli avvenimenti (Cesena, 1794); Gazzetta di Foligno (dal 1680); Gazzetta universale (Foligno, 1776-1800).
Granducato di Toscana
Giornali stampati a Firenze: Novelle letterarie pubblicate in Firenze (1740-1792), settimanale fondato da Giovanni Lami, copriva argomenti che spaziano dalla storia alla teologia, dalla scienza al diritto; Giornale de' Letterati (aprile 1742-1753); Magazzino italiano d'istruzione e piacere (1752); Magazzino toscano d'istruzione e piacere (1754); Gazzetta toscana (1766-1811), settimanale creato dal Governo toscano, Anton Giuseppe Pagani stampatore; Gazzetta di Firenze (23 agosto - 15 ottobre 1768), dal 18 ottobre ridenominata Notizie del Mondo (ottobre 1768 - 31 dicembre 1791), conteneva notizie dall'estero. Nel 1792 fu assorbita dalla Gazzetta Universale di Vincenzo Piombi (dal 1775 fino all'aprile 1798). Riprese dal 1799 fino al 29 gennaio 1811. Nelle altre città: Giornale de' Letterati (di Angelo Fabroni, Pisa 1771-1796).
Ducato di Modena
All'inizio del '600 anche a Modena circolavano solo gli avvisi manoscritti. I primi avvisi a stampa apparvero nel 1643, per fornire informazioni sulla guerra che combatteva la coalizione cui aderiva Francesco I d'Este per il possesso del Ducato di Castro. Nel 1650, durante la guerra in Lombardia, il duca concesse la facoltà di stampare Avvisi. Ma dopo la fine del conflitto il permesso fu revocato. La prima vera gazzetta apparve nel 1658, ma nello stesso anno Francesco I morì e non fu più continuata. Modena rimase pochi anni senza un proprio foglio di notizie. Infatti lo stampatore Demetrio Degni diede vita dal 1677 al 1700 a una gazzetta settimanale di 4 pagine (formato 22,5 x 14 cm), redatta da egli stesso.
Dal 1701 al 1748 Modena non ebbe giornali. Alla fine del 1748 giunse da Venezia nella città estense Antonio Bernardi, che aveva pubblicato nella città lagunare un giornale intitolato Europa. Il 2 gennaio 1749 fondò il Messaggiere, primo foglio modenese che portasse un titolo espresso, inizio del Giornale ufficiale del ducato di Modena, che durò sino al giugno 1859.
Gli altri giornali settecenteschi di Modena furono: Foglio d'avviso trimestrale (1763-1790), tipografia eredi Bartolomeo Soliani; Nuovo Giornale dei letterati d' Italia (1773-1790), bimestrale, diretto e compilato da Girolamo Tiraboschi; Appendice politica a tutte le gazzette e altri foglietti di novità, o sia la Spezieria di Sondrio (1789-1790) a cura di Giovanni Ristori.
Regno di Sicilia
In Sicilia, dopo la prima pubblicazione mensile, il «Giornale di Messina», uscito dal 29 ottobre 1675 al 24 aprile 1677 si dovette attendere il 1793 per la pubblicazione del «Corriere di Messina». Si susseguirono l'«Osservatore Peloritano» nel 1797, nel 1814 la «Gazzetta di Messina». Divenuto regno delle Due Sicilie, a Palermo nel 1821 l'abate Giuseppe Maria Bertini diresse "L'Iride", e dal 1823 al 1836 il "Giornale di scienze, lettere e arti per la Sicilia", mentre sempre nel 1823 uscì "La Rana", giornale politico, letterario e di commercio. In quel periodo furono ben 528 i fogli pubblicati in tutta la Sicilia.
Regno di Napoli
A Napoli apparve il primo quotidiano pubblicato in Italia: il Diario Notizioso. Nato il 10 agosto del 1759 a Napoli, fu un foglio commerciale di 21x15 cm. Gli altri giornali stampati a Napoli furono: Notizie del Mondo (1783); la Gazzetta civica napoletana (fondata da Giuseppe Campò nel 1784; quindicinale, poi settimanale); il Giornale enciclopedico di Napoli (1785-1821?) e il Giornale letterario di Napoli (1795-99).

### La libertà di stampa nell'ancien régime
Nell'ancien régime, ovvero al tempo dell'assolutismo, le regole imposte alla stampa italiana erano simili a quelle esistenti nelle altre nazioni europee (con l'eccezione della Gran Bretagna): la censura impediva la trattazione di temi politici (gli articoli di critica al sovrano venivano bloccati preventivamente) e condannava la divulgazione di notizie che potessero inficiare le relazioni diplomatiche con gli Stati esteri. Le gazzette riportavano le notizie “ufficiali” (ovvero quelle approvate dai censori), gli eventi riguardanti le Corti, le cerimonie religiose, i fatti più impressionanti (faits divers, “fatti diversi”: guerre, calamità naturali, eventi straordinari). Caratteristiche completamente diverse avevano i giornali, letterari o scientifici, che si rivolgevano a un pubblico specialistico (accademici, eruditi) e che godevano di una maggiore libertà, a condizione di rimanere nel loro ambito.
Ogni libro e giornale erano considerati, oltre che contributi all'avanzamento della conoscenza, soprattutto articoli di commercio, che lo Stato doveva proteggere, come ogni altro prodotto. Tra tutti gli stati italiani, quello che aveva una maggiore tradizione in campo legislativo sulla stampa era la Repubblica di Venezia. A Venezia, ogni opera pubblicata otteneva un diritto di esclusiva (sulla diffusione, sulle nuove edizioni, ecc.) di 20 anni nel caso di un manoscritto e di 10 per un libro già edito (in un altro stato). Fin dal 1653 esisteva una disciplina relativa al controllo sulla stampa (Statutario decreto del 24 settembre). La Serenissima aveva riconosciuto la censura ecclesiastica, ma solo nel 1595 e con notevoli restrizioni. Ogni opera, per poter essere pubblicata, doveva ottenere due licenze: la prima (semplice) dal priore della propria corporazione (quella dell'arte tipografica), la seconda (meno semplice) da parte del Revisore alle stampe, che esaminava l'eventuale impatto politico e religioso. A Venezia la censura sui libri era attenta principalmente a ciò che era riferito allo Stato, per il resto era tollerante. Riguardo ai periodici, esistevano due linee differenti, a seconda che si trattasse di un giornale o di una gazzetta. Nel primo caso il principio era sostanzialmente lo stesso dei libri: si assegnava un diritto di esclusiva sull'opera. Per quanto riguarda le gazzette, invece, l'esclusiva era il monopolio del genere: lo stato assegnava ad uno stampatore, e solo ad egli, il diritto di stampare gazzette in ciascuna città della Repubblica.
Alla fine degli anni ottanta apparvero i primi giornali che riprendevano il dibattito politico in corso in Francia. A Roma Francesco Zacchiroli fondò Notizie politiche (1788), l'anno seguente a Venezia Antonio Graziosi fondò Notizie del mondo. Nel 1792 i governi italiani, con la sola eccezione di Genova, firmarono una convenzione con la quale s'impegnarono «di intraprendere tutte le pratiche che potevano servire a tener lontane le persone pericolose e tutti i libri e fogli sediziosi di Francia, diretti a distruggere la legittima autorità dei sovrani e a sconvolgere la pubblica tranquillità». Le Notizie politiche furono costrette alla chiusura. Nel dicembre 1796 apparve a Torino la Gazzetta Piemontese, considerata l'antesignana delle gazzette ufficiali degli Stati italiani (ed anche della Gazzetta Ufficiale del Regno d'Italia).
Durante il triennio rivoluzionario (1797-99) il panorama della stampa italiana cambiò profondamente. Nacquero quaranta giornali a Milano, venti a Genova e una decina a Venezia, Roma e Napoli. Apparvero le prime forme di giornalismo politico. Il libraio Carlo Barelle (di origine francese), insofferente del controllo sulla stampa esercitato dalle autorità francesi, fondò a Milano il Giornale senza titolo (111 numeri, dal 24 agosto 1797 al 21 settembre 1798). Il “Senza titolo” superò le 4.000 copie vendute. Il giornale più famoso del Triennio fu il "Monitore Italiano" (gennaio-aprile 1798, fu diretto da Ugo Foscolo), poi Cisalpino (aprile 1798-gennaio 1799). Il giornale milanese aprì la serie dei "monitori" in Italia, che apparvero anche a Venezia, Firenze, Roma e Napoli (Monitore Napoletano).
I buoni rapporti tra la stampa e gli occupanti francesi non durarono molto. A partire dall'autunno 1796 i vari governi repubblicani adottarono una serie di misure lesive della libertà di stampa (censura, adozione della procedura d'ufficio contro gli scritti e i giornalisti "calunniosi e sediziosi"). Tutte le testate più importanti finirono per adeguarsi, alcune si autocensurarono. Furono soppressi giornali a Milano (sette), a Genova e a Modena. Nel 1799 nel Veneto occupato dall'Austria nacque la Gazzetta di Venezia.
Altri giornali dell'epoca, importanti per il dibattito politico e di indirizzo repubblicano, sono stati L'Amico del popolo: giornale istruttivo del repubblicano Ranza (Milano), il Termometro politico della Lombardia (Milano); il Giornale rivoluzionario (Milano); il Quotidiano bolognese, ossia Raccolta di notizie secrete; Il Parnaso democratico, ossia Raccolta di poesie repubblicane (Bologna); il Monitore fiorentino, diretto da Carlo Mengoni; il Monitore di Roma, diretto da Urbano Lampredi; il Giornale patriottico della Repubblica Napoletana (Napoli); la Gazzetta Nazionale della Liguria (Genova), fondata da Cottardo Solari.
Tra i giornali che non aderirono alla rivoluzione: Giornale ecclesiastico di Roma, diretto da Luigi Cuccagni; la Gazzetta Universale (Assisi); la Gazzetta di Bologna; gli Annali di Roma di Michele Mallio; la Gazzetta dell'accaduto in Torino.

## Galleria d'immagini XVII-XVIII secolo

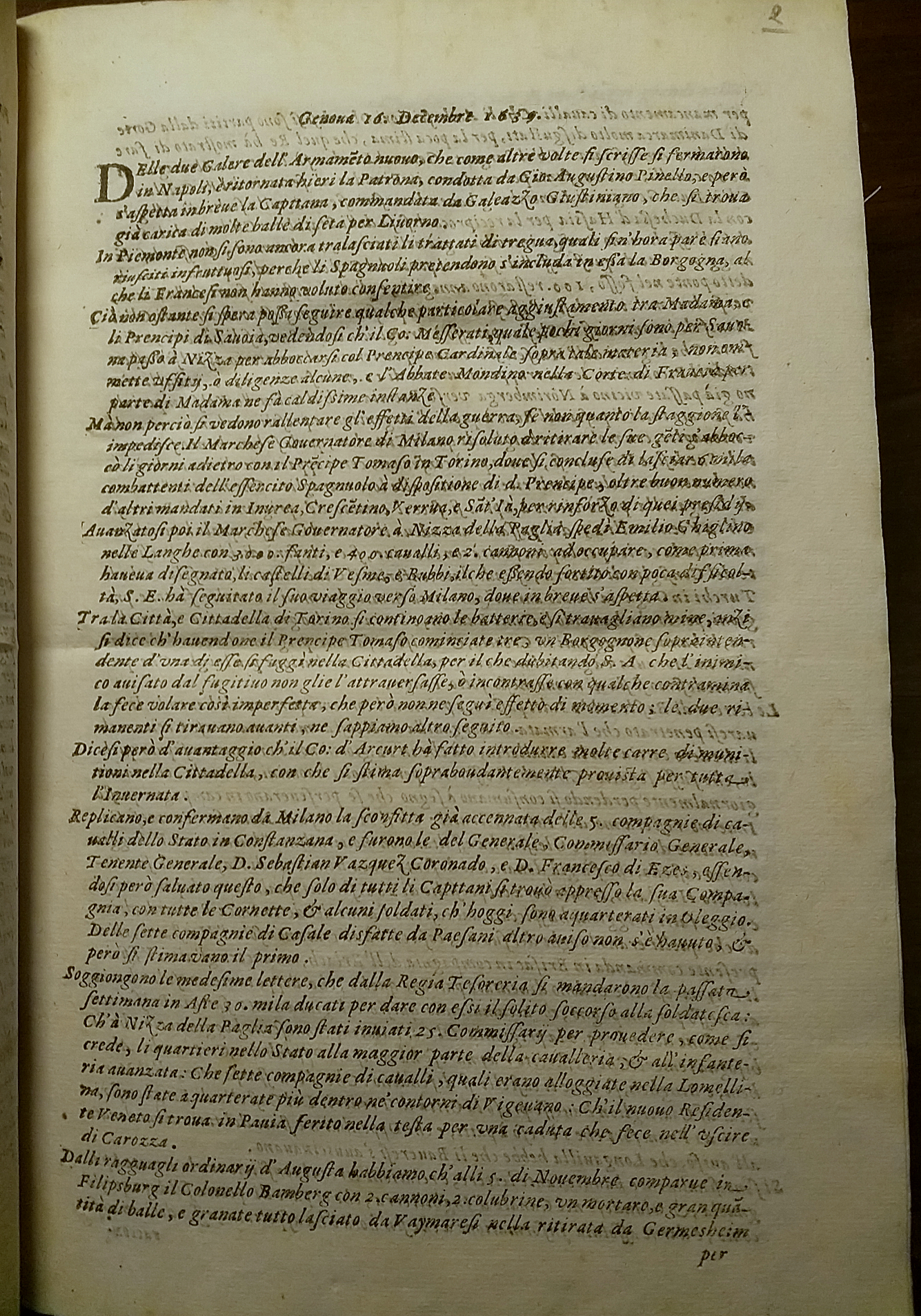
«Genova», numero del 16 dicembre 1639.
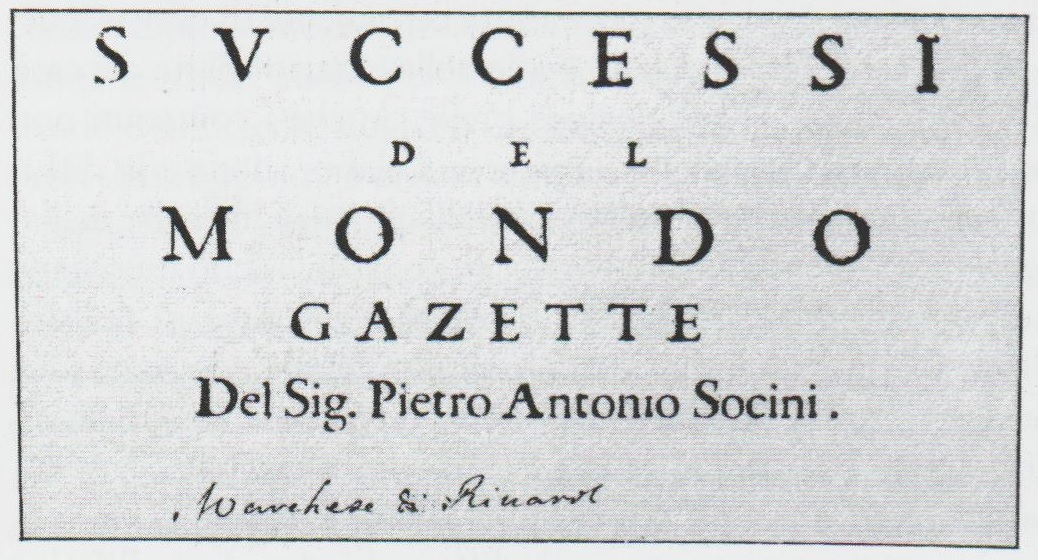
«I successi del mondo», Torino 1645.
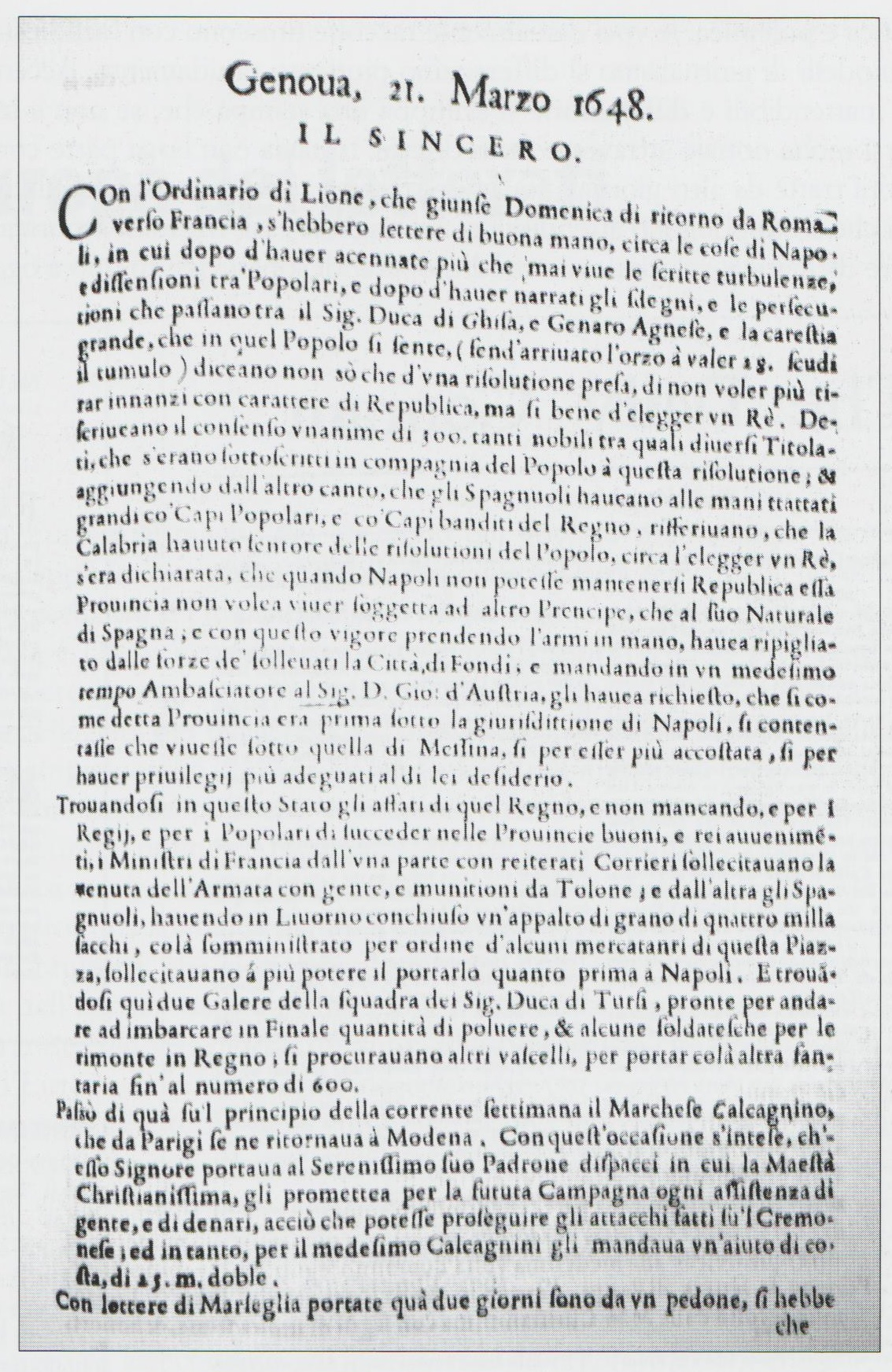
«Il Sincero» di Luca Assarino, Genova 1648.
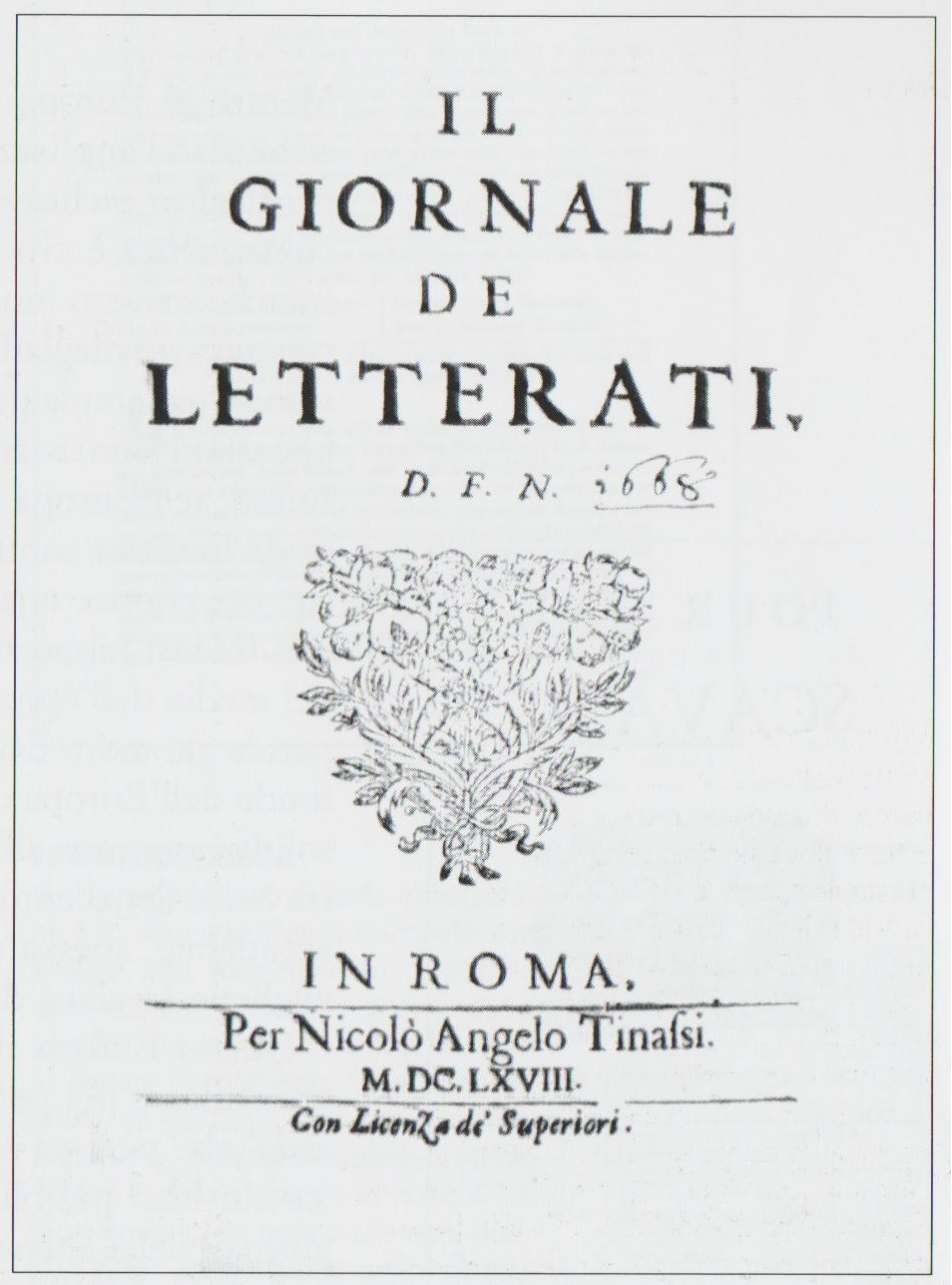
«Giornale de' letterati», Roma 1668.
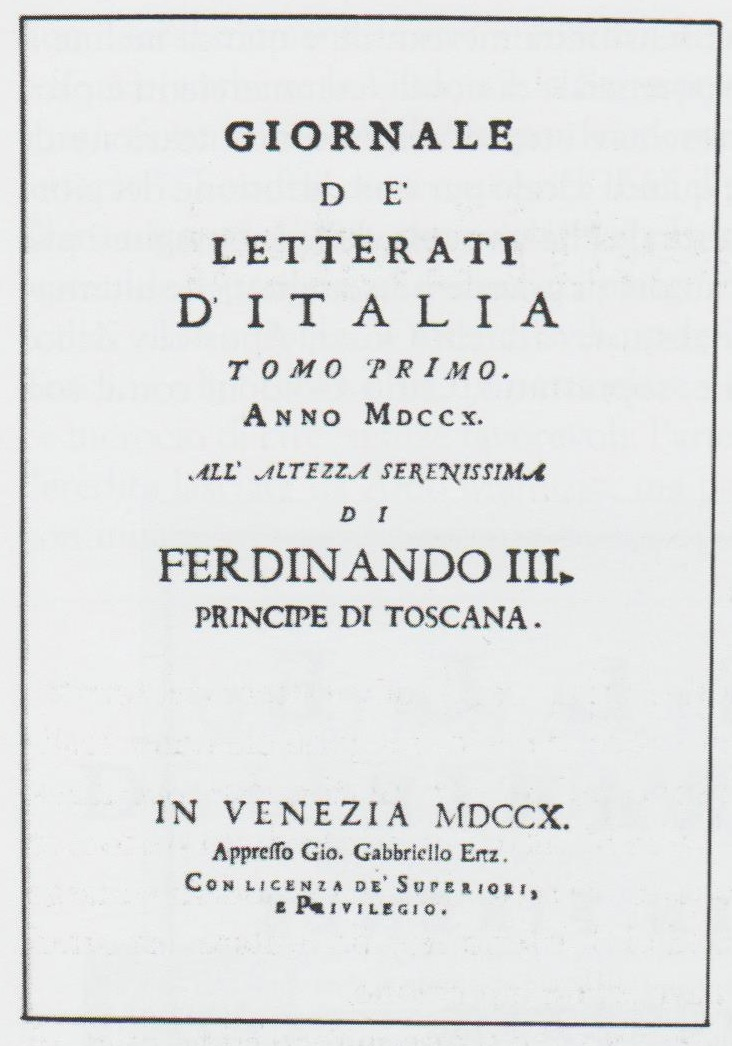
«Giornale de' letterati d'Italia», Venezia 1710.
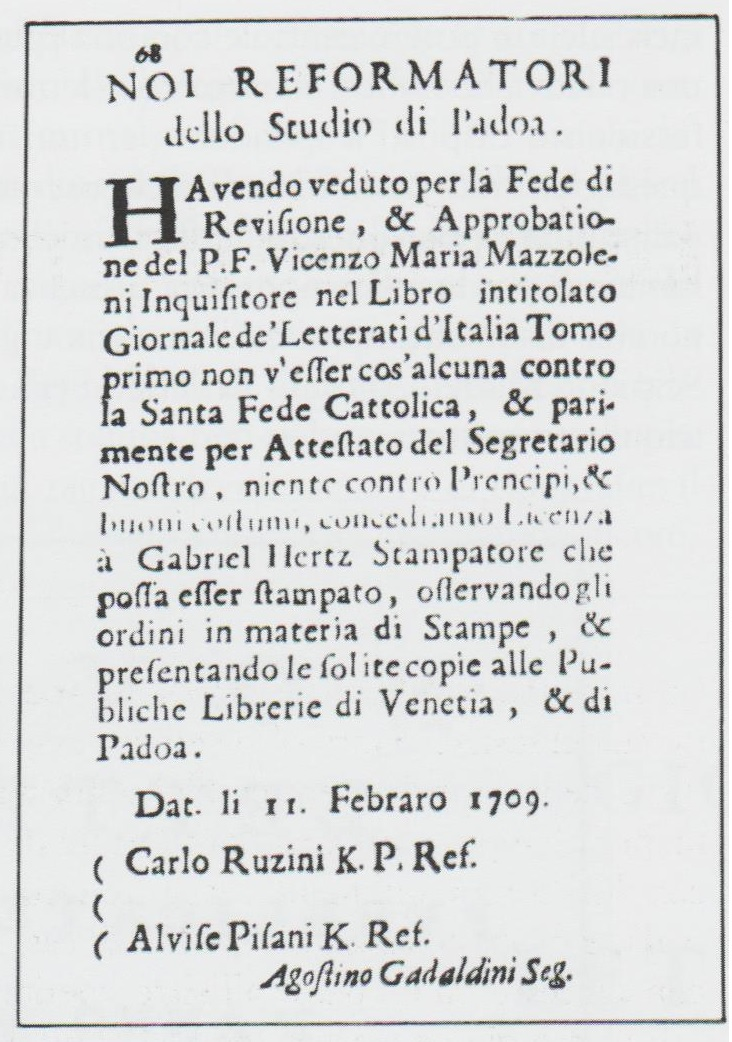
Concessione della licenza di stampa al «Giornale de' letterati d'Italia» (Venezia 1709).
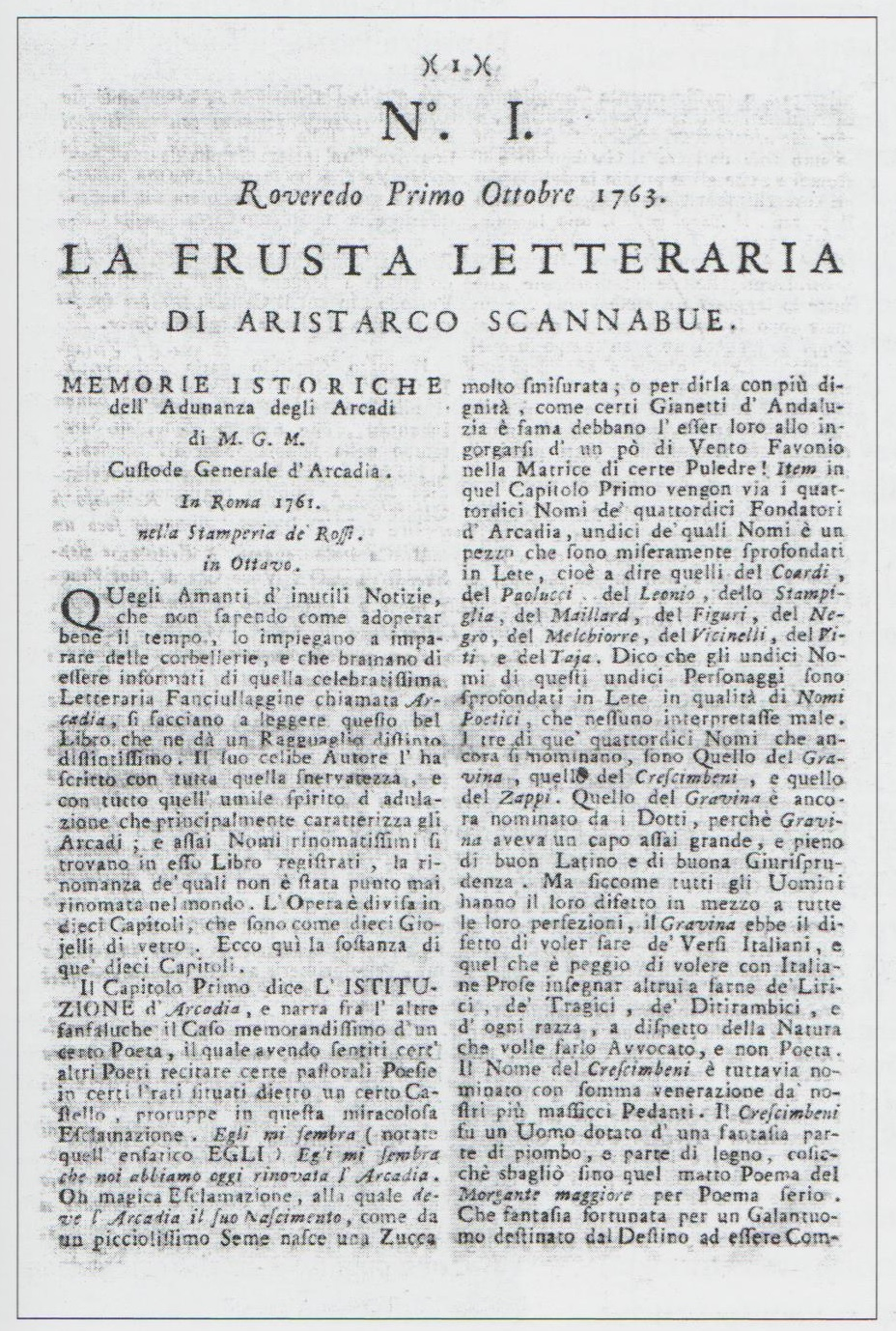
«Frusta letteraria», Venezia 1763.
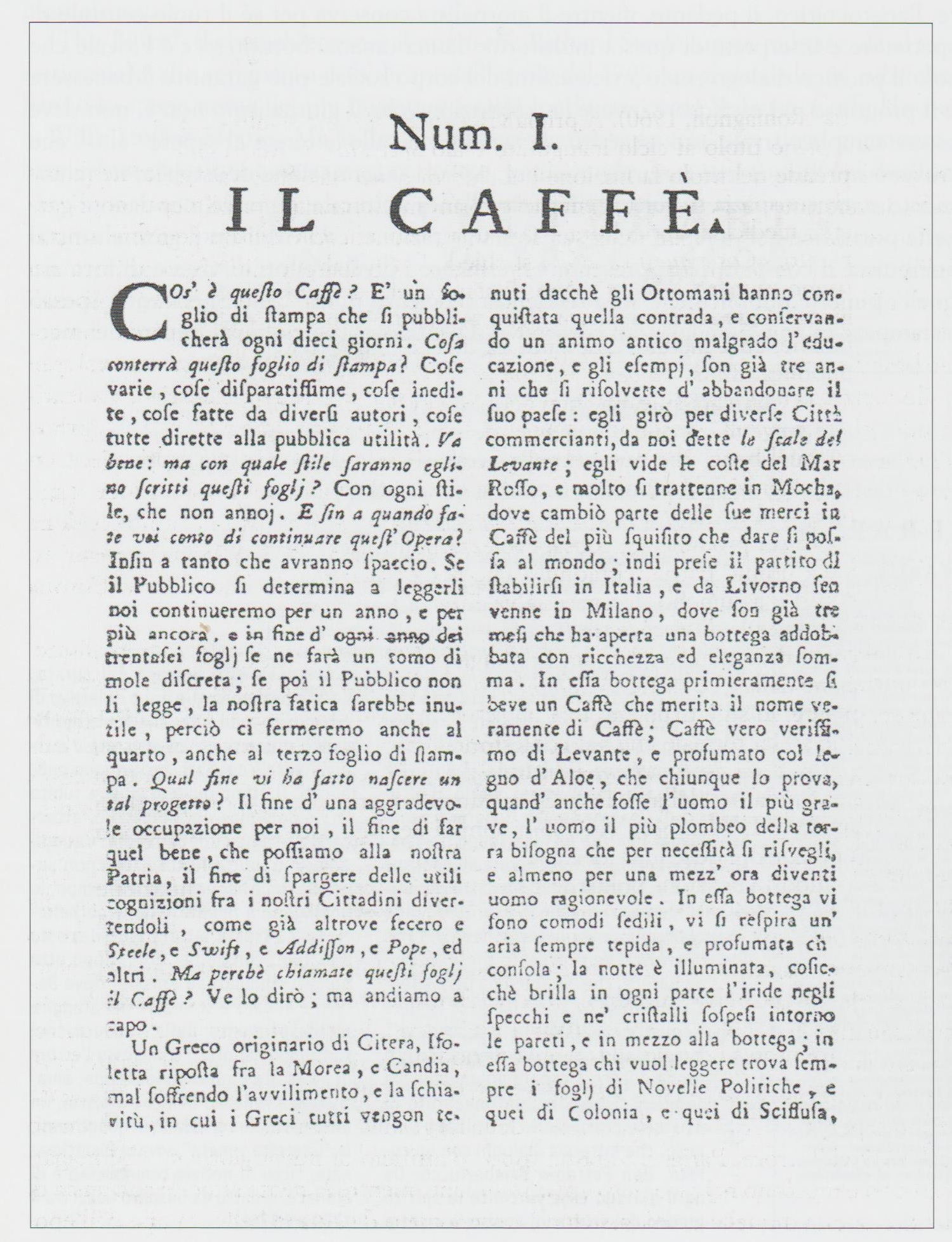
«Il Caffè», Milano 1764.

## XIX secolo

### Norme sulla stampa
Nello Stato Pontificio, Pio IX firmò il 15 marzo 1847 un Editto sulla stampa che consentì di pubblicare giornali liberamente, pur mantenendo viva la censura, sia ecclesiastica che civile. La norma ebbe benefici effetti: diversi nuovi giornali videro la luce nelle principali città dello Stato. Roma, che fino al 1815 aveva avuto una sola gazzetta, il Chracas, e nessun quotidiano fino al 1846, vide sorgere molti nuovi giornali. Oltre al Contemporaneo, fondato poco tempo prima da monsignor Gazzola, apparvero a Roma la Bilancia del professor Orioli, l'Italico, la Pallade, la Speranza ed altri; a Bologna seconda maggiore città dello Stato, il Felsineo da agrario si mutò in giornale politico e, oltre ad esso, uscì l'Italiano, diretto da Carlo Berti Pichat.
Nel Regno di Sardegna, l'Editto sulla stampa di Carlo Alberto del 26 marzo 1848, e lo Statuto Albertino cui questo è collegato, sono un punto di riferimento per la storia del giornalismo italiano, poiché molte delle norme in esso contenute rimasero in vigore anche dopo l'istituzione del Regno d'Italia (1861). Il provvedimento cambiò completamente il concetto di libertà di stampa: si passò dalla censura preventiva a un controllo amministrativo che colpiva solamente gli "abusi" che si configuravano come reati previsti dal codice (civile o penale).

### Gazzette e fogli d'informazione
Nel 1835 esistevano in tutta la penisola 185 fogli di notizie con periodicità almeno bisettimanale. Vi erano 464 stabilimenti di tipografia.
Il 26 gennaio 1853 Guglielmo Stefani fondò a Torino, su impulso di Cavour, l'Agenzia Stefani, la prima agenzia di stampa italiana. Nel 1856 i giornali e le riviste correnti erano 311. Nella capitale sabauda il principale quotidiano era la Gazzetta del Popolo, giornale liberale e monarchico. Fondato il 16 giugno 1848, fu uno dei giornali più longevi dell'Italia unita: durò 135 anni, fino al 1983. Trovò un serio concorrente nel 1867: la Gazzetta piemontese, che successivamente divenne La Stampa. Tra i giornali umoristico-satirici, si ricorda il Gianduja. In Lombardia il quotidiano di maggior diffusione era la Gazzetta di Milano, così come in Veneto primeggiava la Gazzetta di Venezia, che nei primi anni del XX secolo fu superata dal Gazzettino. A Firenze il principale foglio di notizie era il Monitore toscano; nel 1859 fu fondata La Nazione, di orientamento moderato-conservatore. Nella Roma pontificia il giornale ufficiale divenne, dopo il ritorno di Pio IX dal volontario esilio a Gaeta (1850), il Giornale di Roma, mentre a Napoli fu il Giornale del Regno delle Due Sicilie.
Nel 1860, subito dopo l'arrivo in Sicilia di Giuseppe Garibaldi (7 giugno), nasceva a Palermo il Giornale di Sicilia con Girolamo Ardizzone come editore e direttore. Nel luglio 1861, pochi mesi dopo la proclamazione del Regno d'Italia (17 marzo) e dopo la riduzione dello Stato Pontificio al solo Lazio, apparve L'Osservatore Romano, giornale che, dall'Urbe, fu distribuito anche nel resto d'Italia con il compito di rappresentare le ragioni della Santa Sede.
Nel 1864 venne fondata a Milano la prima concessionaria di pubblicità italiana, la A. Manzoni & C. di Attilio Manzoni. Sempre a Milano, nel 1866 l'editore Sonzogno fondò Il Secolo, ritenuto storicamente il primo quotidiano moderno d'Italia, con una distribuzione nazionale e buona qualità delle foto e dell'impaginazione, grazie alle risorse dell'editore. Sin dai primi anni dopo l'unità d'Italia la capitale lombarda emerse come il centro propulsore della stampa quotidiana nazionale. Nel 1869 la torinese Gazzetta del Popolo mandò un redattore a Suez (Egitto), in occasione dell'apertura del Canale. Fu il primo inviato speciale del giornalismo italiano.
Nel 1876 il Ministero dell'Interno autorizzò l'uso da parte dei privati del telegrafo (prima riservato alle Poste e alle agenzie, tutte controllate dallo Stato). Il Secolo fu il primo quotidiano a sfruttarlo sistematicamente. Sulla rapidità nel reperimento delle notizie costruì parte della sua fortuna. Dagli anni '80 il principale concorrente del Secolo divenne il Corriere della Sera, giornale moderato (mentre il Secolo era radicale) fondato nel 1876 da Eugenio Torelli Viollier.
A Roma nel 1878 venne fondato Il Messaggero. Fu il primo quotidiano italiano ad usare la stereotipia. Nel 1880 i periodici erano 1454, i quotidiani 149 e le stamperie 911, con 745 torchi a macchina e 2.691 a mano. I quotidiani italiani dell'Ottocento avevano alcune caratteristiche in comune: rappresentavano di norma un partito (erano la “voce” di un gruppo d'interesse, non cercavano di catturare nuovi lettori né si facevano una vera concorrenza tra loro); avevano una scarsa tiratura (che nella media non superava le 3-4.000 copie); avevano una diffusione regionale, se non provinciale; la cronaca quasi non esisteva. Il lato migliore dei giornali italiani era la scrittura: se nella stampa britannica abbondavano i tabloid, con più immagini che testi e con articoli ridotti all'osso, la stampa italiana si caratterizzava per la qualità della prosa. I giornali italiani erano più scritti rispetto a quelli degli altri Paesi. Inoltre, la commistione tra giornalismo e letteratura fu più frequente in Italia che altrove: nella penisola era normale che uno scrittore esercitasse abitualmente il mestiere di giornalista. Non a caso, uno dei migliori prodotti del giornalismo italiano fu la Terza pagina.
Nel marzo 1880 fu fondata nella capitale la prima associazione di giornalisti italiani, l'«Associazione della stampa periodica italiana». Il primo presidente fu Francesco De Sanctis. Dell'associazione facevano parte sia giornalisti che editori. La principale novità dell'associazione fu l'istituzione di un giurì d'onore per dirimere le vertenze tra giornalisti. Nel 1890 si formerà l'«Associazione lombarda dei giornalisti» e nel 1895 l'«Associazione dei giornalisti cattolici italiani», a Milano. Nel 1882, in occasione della morte di Giuseppe Garibaldi (2 giugno), Il Secolo stampò un'edizione straordinaria in 100.000 copie. Fu la prima volta in assoluto per un quotidiano italiano. Nel 1883 venne fondato a Roma La Tribuna, con i capitali di due deputati della «Pentarchia». In breve tempo divenne il primo quotidiano della capitale. Nel 1897 fu il primo giornale italiano ad impiegare una macchina linotype per la composizione tipografica. Nel 1892 a Napoli, Eduardo Scarfoglio e Matilde Serao fondarono Il Mattino. Rimane ancora il primo quotidiano della Campania per copie e diffusione. Nel 1896 a Roma, venne fondato il quotidiano del Partito Socialista Italiano, Avanti!. Il primo direttore fu Leonida Bissolati. Il 22 aprile del 1900, a Palermo, la famiglia Florio fondò L'Ora, giornale di orientamento liberale.
Nel 1895 il governo Crispi decise l'attacco all'Abissinia. Alcuni giornalisti, di loro iniziativa, andarono nei luoghi della guerra ed inviarono dei reportage. Il lettore italiano ebbe così modo di conoscere luoghi e realtà estranee al proprio vissuto. In poco tempo i maggiori giornali inviarono propri cronisti in Africa. La figura dell'inviato divenne così indispensabile nella redazione di un giornale. Il più famoso inviato speciale italiano fu Luigi Barzini (1874-1947).
Nei giorni 6-9 maggio 1898 si verificarono dei tumulti a Milano. Il ripristino dell'ordine pubblico fu affidato al generale Fiorenzo Bava Beccaris, che attuò una dura repressione (circa cento morti e più di 400 feriti). Alcuni giornali milanesi furono sospesi. Tra essi: «Il Secolo» (arresto del direttore e sospensione di oltre tre mesi), «L'Italia del Popolo» (sospensione di due anni), «Critica Sociale» (sospensione di oltre un anno). Furono arrestati, oltre al direttore del «Secolo», anche i direttori dell'«Osservatore Cattolico» e della «Gazzetta dello Sport».

### Giornali letterari e scientifici
Nuove idee furono espresse attraverso i fogli letterari e culturali. Nel 1816 fu fondato a Milano, su iniziativa degli austriaci, un nuovo mensile letterario intitolato Biblioteca Italiana, cui vennero invitati a collaborare (non sempre con successo) oltre 400 fra intellettuali e letterati di tutt'Italia. A questa rivista fece da contraltare Il Conciliatore, periodico statistico-letterario vicino alle idee romantiche di Madame de Staël, che continuò ad uscire fino al 1819, quando venne costretto alla chiusura dal governo austriaco. Nel 1821 Giovan Pietro Vieusseux fondò la rivista Antologia. Il Vieusseux detiene un primato: fu il primo editore che compensò i propri collaboratori. Fino ad allora infatti, in Italia le collaborazioni non venivano retribuite.
A Napoli nel 1833 fu fondato Omnibus, uno dei più longevi giornali del Regno delle Due Sicilie, il quale ebbe vita fino al 1882. Il mondo vecchio e il mondo nuovo (1848) fu uno dei giornali più controversi del regno borbonico. Giornale di orientamento radicale fondato da Ferdinando Petruccelli della Gattina, fu soppresso dalla magistratura poco tempo dopo la sua nascita.
Nel 1850 veniva fondata a Napoli la rivista dei Gesuiti, Civiltà Cattolica. Nel 1887 la sua sede definitiva divenne Roma.
Nel 1851 veniva pubblicato il primo numero de "Il Giornale di Medicina Militare". È la più antica pubblicazione delle Forze Armate tuttora esistente e tra le più antiche in Europa.

### Giornali teatrali e musicali
Sin dal 1764 si pubblicò l'Indice de' teatrali spettacoli, un bollettino dei concerti e degli spettacoli programmati in tutta la penisola. L'ultima edizione vide la luce nel 1823. Nello stesso anno apparve a Bologna Polinnia europea ossia Biblioteca universale di musica, considerato l'antesignano dei giornali musicali italiani. A Milano furono pubblicati negli anni trenta i pionieristici Censore universale dei teatri (1829-1838) e Barbiere di Siviglia (1832-1834), mentre a Napoli apparve la Gazzetta musicale (1838-39), seguita dalla Rivista musicale a Firenze (1840). Queste riviste contenevano le cronache dei principali appuntamenti artistici che si tenevano nelle rispettive città. Fecero da modello per le pubblicazioni che apparvero negli anni seguenti: la Gazzetta musicale di Milano (editore Ricordi, 1842), la Gazzetta musicale di Napoli (1853-1868), la Gazzetta musicale di Firenze (1853-56), il Boccherini (Firenze, 1862-1882), Il Mondo artistico (Milano, 1865-1914).
Le prime riviste musicologiche uscirono in Italia solo alla fine del secolo.

### La stampa periodica illustrata
Nel 1834 uscì a Genova il Magazzino Pittorico Universale, considerato il più antico giornale illustrato d'Italia. Precedette di un anno il periodico milanese Cosmorama Pittorico. Nel 1847 apparve il primo periodico illustrato di gran formato, Mondo Illustrato, stampato da Giuseppe Pomba. Vi scrissero Bonghi, Cantù, Cesare Balbo, Gustavo Strafforello ed altri.
Negli anni sessanta apparvero in Italia i primi giornali illustrati con fotografie. A Milano vennero fondati "L'illustrazione italiana" (da Camillo Cima il 7 novembre 1863) e "L'illustrazione universale" (3 gennaio 1864, Sonzogno). Nel 1873 apparve la Nuova Illustrazione Universale dei Fratelli Treves, che due anni dopo divenne la celeberrima L'Illustrazione Italiana (1875-1962).
Negli anni ottanta apparvero i primi supplementi illustrati dei quotidiani. Dopo Fanfulla della domenica (1879-1919), che può essere considerato il loro antesignano, nacquero Il Secolo illustrato (supplemento del Secolo), L'Illustrazione popolare (della torinese Gazzetta del popolo), La Gazzetta illustrata della Domenica, La Tribuna illustrata, il Corriere illustrato della Domenica (edito da Treves),  e La Domenica del Corriere (1899).

## XX secolo

### Primi decenni
I quotidiani esistenti in Italia nell'anno 1900
Ancona: Corriere Adriatico e La Patria;
Bari: La Gazzetta del Mezzogiorno (nata come «Corriere delle Puglie»), Gazzettino del Popolo;
Bergamo: Gazzetta provinciale di Bergamo e L'Eco di Bergamo;
Bologna: Gazzetta dell'Emilia (fondata come «Il Monitore di Bologna»), il Resto del Carlino, L'Avvenire d'Italia e L'Unione,;
Brescia: La Sentinella Bresciana, Il Cittadino di Brescia e La Provincia di Brescia;
Cagliari: L'Unione Sarda;
Catania: Gazzetta di Catania e Corriere di Sicilia;
Como: L'Ordine e La Provincia di Como;
Cremona: Corriere Cremonese;
Cuneo: Sentinella d'Italia;
Ferrara: Gazzetta Ferrarese;
Firenze: La Nazione, L'Unità Cattolica; Corriere Italiano e Il Fieramosca;
Genova:  Corriere Mercantile, Il Secolo XIX, Il Caffaro, Il Pensiero cattolico, L'Eco d'Italia,  Gazzetta di Genova e Il Giornale del popolo;
Livorno: Il Telegrafo e Il Corriere toscano;
Lucca: L'Esare;
Mantova: Gazzetta di Mantova e La Provincia di Mantova;
Messina: La Gazzetta e Politica e commercio;
Milano: Il Secolo, Corriere della Sera, La Gazzetta dello Sport, L'Italia del Popolo La Perseveranza, L'Osservatore Cattolico, Il Sole, La Sera,  L'Alba, Il Commercio, La Lega Lombarda e Il Tempo;
Modena: Il Difensore e Il Panaro;
Napoli: Il Mattino, Il Giorno, Il Pungolo, Roma, La Libertà cattolica, Corriere di Napoli e Don Marzio;
Padova: La Sentinella, Il Veneto e La Provincia di Padova;
Palermo: Giornale di Sicilia, La Sicilia cattolica e L'Ora;
Parma: Gazzetta di Parma e Il Corriere di Parma;
Perugia: La Democrazia;
Piacenza: Il Progresso e Libertà;
Reggio Emilia: L'Italia centrale e La Giustizia;
Roma: Gazzetta Ufficiale del Regno d'Italia, La Tribuna, Il Messaggero, L'Opinione, L'Osservatore Romano, La Capitale, Il Diritto, Avanti!, Il Giorno La Voce della Verità, Il Popolo Romano, L'Esercito Italiano e Le Journal de Rome;
Rovigo: Corriere del Polesine;
Sassari: La Nuova Sardegna;
Savona: Il Cittadino;
Torino: Gazzetta del Popolo, La Stampa, L'Espero, Gazzetta di Torino e L'Italia reale;
Treviso: Gazzetta di Treviso;
Udine: Il Giornale di Udine, La Patria del Friuli e Il Friuli;
Varese: La Cronaca Prealpina;
Venezia: Gazzetta di Venezia, Il Gazzettino, Il Tempo, Il Rinnovamento, L'Adriatico e La Difesa;
Verona: L'Arena e L'Adige;
Vicenza: La Provincia di Vicenza e Il Berico.
| Tiratura dei principali quotidiani italiani nel 1902 |                      |                |
| Città                                                | Testata              | Tiratura media |
| Milano                                               | Il Secolo            | 115.000        |
| Milano                                               | Corriere della Sera  | 90.000         |
| Roma                                                 | La Tribuna           | 70.000         |
| Roma                                                 | Il Messaggero        | 55.000         |
| Venezia                                              | Il Gazzettino        | 50.000         |
| Torino                                               | La Stampa            | 45.000         |
| Palermo                                              | Giornale di Sicilia  | 40.000         |
| Napoli                                               | Il Mattino           | 35.000         |
| Torino                                               | Gazzetta del Popolo  | 30.000         |
| Roma                                                 | Il Giornale d'Italia | 30.000         |
| Bologna                                              | Resto del Carlino    | 25.000         |
| Napoli                                               | Roma                 | 20.000         |

| Distribuzione geografica dei quotidiani nel 1905 |         |
| Regione                                          | Testate |
| Piemonte                                         | 9       |
| Liguria                                          | 12      |
| Lombardia                                        | 28      |
| Veneto                                           | 19      |
| Emilia-Romagna                                   | 17      |
| Toscana                                          | 10      |
| Marche                                           | 2       |
| Umbria                                           | 1       |
| Lazio                                            | 19      |
| Abruzzo-Molise                                   | –       |
| Campania                                         | 8       |
| Puglia                                           | 2       |
| Basilicata                                       | –       |
| Calabria                                         | –       |
| Sicilia                                          | 18      |
| Sardegna                                         | 5       |
| Fonte:                                           |         |

A Trento si pubblicano in lingua italiana: La Patria e Il Popolo; a Trieste: L'Osservatore Triestino, Il Piccolo e Il Cittadino; a Fiume La Voce del popolo.
A partire dal 1902 si stabilirono collegamenti telefonici tra Roma, Milano, Torino e Parigi. Nelle redazioni arrivarono gli stenografi, per trascrivere gli articoli dettati al telefono dagli inviati all'estero. Il primo giornale ad usare telefono e stenografia fu il Corriere della Sera. L'ascesa del quotidiano milanese fu rapida: nel 1906 divenne il primo giornale italiano per diffusione con 150.000 copie di tiratura, superando Il Secolo.

### Interventismo e giornali
Nel 1908 viene fondata la Federazione della Stampa, con il concorso di alcune associazioni regionali di giornalisti, per unire la categoria e renderla maggiormente indipendente dal potere politico ed economico. Nel 1909 Giuseppe Prezzolini e Giovanni Papini fondano «La Voce». Nel 1911 Gaetano Salvemini fonda «L'Unità».
Nei primi anni dieci molti giornali italiani si fanno promotori di iniziative politiche. Alcuni (soprattutto quelli liberali e nazionalisti) promuovono il coinvolgimento dell'Italia nella prima guerra mondiale (Interventismo). In concorrenza con la stampa liberale, Giovanni Grosoli forma una catena di giornali cattolici. Ne fanno parte quotidiani di tutte le principali città italiane. Nel 1914, Benito Mussolini (già direttore dell'organo del Partito Socialista Italiano, «Avanti!»), fonda a Milano «Il Popolo d'Italia», con l'obiettivo di dare voce all'area interventista del Partito Socialista Italiano (l'«Avanti!» era neutralista). Mussolini viene aiutato da finanziamenti di industriali francesi e italiani, che premevano per l'ingresso dell'Italia nel conflitto mondiale.
All'opposto va ricordato l'atteggiamento neutralista della stampa cattolica, ad esempio «L'Avvenire d'Italia» che, fedele alla guida apostolica di Papa Benedetto XV, si oppone all'entrata dell'Italia in quella che definisce un' "inutile strage": il conflitto, infatti, coinvolge importanti paesi cattolici come l'Austria, l'Italia e la Francia, controbattendo gli argomenti degli interventisti, che adducevano motivi palesi legati alla conquista di pochi chilometri quadrati di territorio, ma che piuttosto erano legati a doppio filo ad interessi industriali, di carriera militare e nobiliari.

### Il primo dopoguerra
Organi di stampa dei partiti nazionali nel 1924
| Partito politico            | Organo ufficiale   |  | Partito politico              | Organo ufficiale     |
| Partito Socialista          | Avanti! Il Lavoro  |  | Partito Popolare              | Il Popolo            |
| Partito Nazionale Fascista  | Il Popolo d'Italia |  | Partito Comunista             | l'Unità              |
| Partito Socialista Unitario | La Giustizia       |  | Partito Repubblicano Italiano | La Voce Repubblicana |

Il principale periodico del movimento anarchico era Umanità Nova.

Né il Partito Radicale né la Democrazia Sociale riuscirono a darsi, per difficoltà finanziarie, un organo ufficiale di stampa (eccetto l'unico numero di un mensile chiamato «La Democrazia Sociale», uscito nel 1923).

### Il regime fascista

Alcuni redattori del giornale «Non Mollare». Da sinistra: Nello Traquandi, Tommaso Ramorino, Carlo Rosselli, Ernesto Rossi, Luigi Emery e Nello Rosselli.

Nel 1924 nacque il Sindacato fascista dei giornalisti. Nel 1925, da un'idea di Benito Mussolini, fu istituito per legge l'albo professionale. L'iscrizione per i giornalisti era obbligatoria. Inizialmente l'albo fu depositato presso le sedi della Corte d'appello (erano 11 in tutt'Italia). Il 31 dicembre dello stesso anno fu approvata la legge sulla stampa (Legge 31 dicembre 1925, n. 2307), la quale disponeva che i giornali potevano essere pubblicati solo se avevano un direttore responsabile riconosciuto dal procuratore generale presso la Corte di appello della giurisdizione dove era stampato il periodico. Il regolamento attuativo (11 marzo 1926) pose la stampa sotto il controllo diretto del governo poiché si stabiliva che il procuratore era tenuto a sentire il prefetto.
In questo clima pesante, ebbe un notevole sviluppo la stampa clandestina italiana. Già nel gennaio del 1925 per opera di alcuni giornalisti - fra i quali Ernesto Rossi, Gaetano Salvemini, i Fratelli Rosselli, Piero Calamandrei, Nello Traquandi, Dino Vannucci - nacque il primo quotidiano clandestino, «Non mollare». Nel 1925 devono cedere la direzione dei rispettivi quotidiani Alfredo Frassati («La Stampa») e Luigi Albertini («Corriere della Sera»). Il regime impone propri uomini alla direzione di entrambe le testate. Il prefetto di Milano fa chiudere l'«Avanti!». Dal 31 ottobre del 1926 fu pubblicato come settimanale a Parigi e a Zurigo.
Il 25 marzo 1926 con il Regio Decreto n. 838 fu intanto creato l'Istituto Nazionale di Previdenza dei Giornalisti Italiani. Arnaldo Mussolini fu il primo presidente e, morto prematuramente nel 1931, a lui fu dedicato nel 1932 l'istituto. Con la Legge 26 novembre 1925, n. 2029 si stabilì che tutta la stampa doveva essere sottoposta a controllo, ed eventualmente censurata se aveva contenuti anti-nazionalistici e/o di critica verso il governo.
- Corriere della Sera: 597 000[60]
- La Stampa: 300 000
- Gazzetta del Popolo: 300 000
- Il Giornale d'Italia: 260 000
- Il Popolo d'Italia: 250 000
- Il Messaggero: 200 000

Nel 1928 l'albo divenne operativo (R.D. 26 febbraio 1928, n.384); la sua gestione passò a un comitato nominato dal Ministero di Grazia e Giustizia di concerto con il Ministero dell'Interno e delle Corporazioni. Era diviso in tre elenchi: professionisti (coloro che da almeno 18 mesi esercitano in modo esclusivo e continuativo la professione); praticanti e giornalisti pubblicisti. Il decreto stabiliva che poteva esercitare la professione di giornalista solo chi era iscritto all'Albo professionale.
Le domande di iscrizione all'albo erano controllate da un'apposita commissione di nomina ministeriale che le approvava in base alle informazioni delle varie prefetture sulla condotta politica dei richiedenti. I giornalisti non avevano la libertà di informare i lettori sull'attività del governo: le notizie politiche giungevano nelle redazioni direttamente da Roma, dagli uffici del Ministero della cultura popolare. Le disposizioni ministeriali concernevano sia i contenuti che la forma (ovviamente quella ritenuta la più conforme agli ideali e ai modi fascisti). Esse divennero note come "veline", così chiamate per la carta velina che si impiegava per produrre molteplici copie con la macchina per scrivere.
Paolo Orano fu, insieme ad Ermanno Amicucci, uno degli artefici della "Scuola di giornalismo fascista" sorta a Roma nel novembre 1929 con il patrocinio di Giuseppe Bottai e della quale assunse, fin dalla sua fondazione, la direzione. Compito della scuola era quello di curare la preparazione tecnica dei futuri giornalisti e, nel contempo, inquadrarli politicamente onde poterne assicurare la fedeltà al regime. Nel 1930 Paolo Orano si fece anche promotore, presso l'Università di Perugia, dell'istituzione di un indirizzo giornalistico (optativo) nel seno della facoltà di Scienze politiche dell'Ateneo (creata nel 1928), che avrebbe dovuto agire in stretto coordinamento con la scuola di giornalismo fascista di Roma. I laureati avrebbero avuto la possibilità di iscriversi all'albo dei giornalisti senza aver effettuato il tirocinio previsto per legge.
Nel 1930 divennero regolari le trasmissioni del radiogiornale da parte dell'EIAR. Le due edizioni più seguite divennero quelle delle 13 e delle 20.

Nei primi anni trenta Ermanno Amicucci, direttore della «Gazzetta del Popolo», introdusse il colore nella stampa del quotidiano da lui diretto. Fu la prima volta in Italia.

Nel 1939 la tiratura complessiva giornaliera dei quotidiani italiani era di 4,5 milioni di copie.
Espressi in lire italiane
- 1939: 30 centesimi
- Da giugno 1944: 50 centesimi
- (da agosto): 1 lira
- Da giugno 1945: 2 lire
- (da agosto): 3 lire
- 1946: 4 lire
- (da giugno): 5 lire
- 1947: 6 lire
- (da aprile): 8 lire
- (da giugno): 10 lire
- (da novembre): 15 lire
- Da novembre 1949: 20 lire
- Da agosto 1951: 25 lire
- Da agosto 1956: 30 lire
- Da novembre 1960: 40 lire
- Da giugno 1963: 50 lire
- Da ottobre 1967: 60 lire
- Da luglio 1969: 70 lire
- Da marzo 1971: 80 lire
- (da luglio): 90 lire
- Dal 1974: 100 lire
- (da luglio): 150 lire
- Da maggio 1977: 200 lire
- Dall'aprile 1979: 250 lire
- Da settembre 1979: 300 lire
- Dal 17 agosto 1980: 400 lire
- Da agosto 1982: 500 lire
- Da luglio 1984: 600 lire
- Da gennaio 1986: 650 lire
- Da agosto 1986: 700 lire
- Da luglio 1987: 800 lire
- Da marzo 1988: 900 lire
- Da agosto 1988: 1 000 lire
- Da agosto 1990: 1 200 lire
- Da luglio 1993: 1 300 lire
- Da gennaio 1995: 1 400 lire
- Da maggio 1995: 1 500 lire
- Dal 1º gennaio 1999: 1 500 lire – 0,77 euro

### Dopo l'armistizio
Con la caduta del regime fascista (25 luglio 1943) fu progressivamente ripristinata la libertà di stampa. Fu così vietata la pubblicazione di giornali di chiaro orientamento fascista e furono soppresse due testate, «Il Popolo d'Italia» e «Il Regime Fascista». Però venne conservata la funzione del Ministero della cultura popolare di vagliare le nomine dei nuovi direttori responsabili dei giornali. Inoltre, dopo l'Armistizio di Cassibile dell'8 settembre, sui territori progressivamente liberati dagli Alleati non si applicò la legge italiana: gli Alleati, tramite l'AMGOT, riservarono a sé il monopolio della distribuzione delle notizie e il potere di rilasciare l'autorizzazione alle pubblicazioni. A tale scopo crearono: a) un'agenzia di stampa da loro interamente controllata (da cui nacque l'ANSA); 2) un organismo chiamato Psychological Warfare Branch.
Durante il periodo in cui il territorio italiano fu diviso tra Regno del Sud e Repubblica Sociale Italiana, i giornali che si ritrovarono nel territorio della seconda furono nuovamente fascistizzati. Nel Nord Italia, mano a mano che gli Alleati risalirono la penisola e nuove città furono liberate, le cariche di coloro che avevano collaborato con il regime repubblichino furono dichiarate decadute.

### Il secondo dopoguerra
Nella Roma liberata (4 giugno 1944) la gestione dell'Albo dei Giornalisti passò dal Comitato a una Commissione, sempre di nomina ministeriale. Nello stesso anno fu ripristinata la «Federazione Nazionale Stampa Italiana» (FNSI), il sindacato unitario dei giornalisti italiani, sciolto dal Regime fascista. 
Nel 1945 nacque l'ANSA in sostituzione dell'agenzia Stefani. Nel 1947 l'ANSA e l'Italcable fondarono la società «Radiostampa» con lo scopo di ricevere e trasmettere per filo e per radio le notizie dirette ai giornali e alle agenzie (italiane ed estere) inoltrandole per telescrivente.
Il passaggio dei poteri dal Governo militare alleato a quello italiano nelle regioni del Nord il 1º gennaio 1946 segnò la fine delle gestioni commissariali delle imprese editrici, come stabilito dal Psychological Warfare Branch. La libertà di stampa fu definitivamente ripristinata in Italia. La stampa partitica, che era stata costretta ad un silenzio ventennale, conobbe una rinascita. Tutti i partiti politici si dotarono di un organo di stampa ufficiale, e lo mantennero con quote fisse e costanti del loro bilancio. In quell'anno la città che contava il maggior numero di giornali era Roma con 29 testate, seguita da Milano con 16.
Fino al voto del 2 giugno 1946, i quotidiani d'informazione ebbero un buon grado di autonomia rispetto alle vedute dei proprietari che stavano riprendendo possesso delle rispettive aziende. Questa condizione andò a vantaggio della scelta repubblicana: la sostenevano, ad esempio, importanti quotidiani come il «Nuovo Corriere della Sera», «Il Messaggero», il Giornale dell'Emilia, Il Risorgimento di Napoli e il Corriere del Popolo di Genova. Fu molto efficace la campagna repubblicana condotta dal direttore del Corriere, l'anziano giornalista antifascista Mario Borsa, che sapeva quanto il giornale fosse il più diffuso tra i ceti borghesi della Lombardia e di altre regioni centro-settentrionali. 

Accanto ai giornali delle sinistre presero posizione per la Repubblica anche alcuni fogli cattolici e democristiani del Nord. «La Nuova Stampa» si proclamò invece agnostica dando uguale spazio alle tesi monarchiche e repubblicane, mentre, ad esempio, la «Gazzetta del Popolo» si schierò per la monarchia sabauda e così fece, nei fatti, anche «L'Uomo qualunque». 
Nel 1950 gli editori fondarono la propria associazione di categoria, la «Federazione Italiana Editori Giornali» (FIEG). 
In tutto il Paese si contavano, nel 1952, 107 quotidiani, saliti a 111 nel 1959, scesi poi a 91 nel 1961.
Negli anni 1950 la Confindustria acquisì la proprietà dei due quotidiani economici di Milano, il «Sole» e il «24 Ore», rilevando poi a Roma Il Globo e detenendo tutti i quotidiani specializzati nell'informazione economica e finanziaria.
Nel 1956 Vittorio Mangili, inviato speciale della Rai-tv a Budapest per documentare la rivolta antisovietica del popolo ungherese, ebbe l'idea di procurarsi una cinepresa Bell Howell 16 mm con cui effettuò delle riprese esclusive. Fu il primo giornalista cinereporter in Europa.
Il 3 febbraio 1963 fu istituito l'Ordine dei Giornalisti con la legge n. 69/63, detta «legge Gonella», che disciplinò l'organizzazione della professione. La legge Gonella diviene operativa nel 1965.
Negli anni sessanta, in Italia, la stampa (quotidiana+periodica) raggiungeva più persone della radio: 24,5 milioni contro 17,5 milioni, mentre la televisione era ferma a 10,99 milioni.
Nel 1968 il Messaggero Veneto di Udine fu il primo quotidiano italiano ad essere stampato in offset. Entro i primi anni ottanta tutte le testate nazionali effettuarono il passaggio dal sistema a caldo del piombo a quello "a freddo" della fotocomposizione.
Il cambiamento ebbe un effetto positivo sulla diffusione della stampa nazionale: dal 1977 al 1984 il numero di copie stampate passò da 4,8 a 6,2 milioni al giorno. Tale tendenza si protrasse anche negli anni successivi, con un crescendo che culminò nel 1990 con la cifra di 6.808.501 copie vendute al giorno. Dal 1974 al 1990 nacquero 14 nuovi quotidiani. Inoltre, mentre nel 1975 i quotidiani perdevano complessivamente 150 miliardi di lire all'anno, nel 1987 più della metà dei giornali era in attivo.
Organi di stampa dei partiti nazionali (dal 1946)
| Partito politico | Organo ufficiale     | Vendite nel 1981 |  | Partito politico | Organo ufficiale      | Vendite nel 1981 |  |
| PSI | Avanti!              | 26 000           |  | DC               | Il Popolo             | 33 000           |  |
| PCI | l'Unità              | 224 000          |  | PLI              | Risorgimento Liberale | cessato          |  |
| PRI | La Voce Repubblicana | [ 72 ]           |  | UQ               | L'Uomo Qualunque      | cessato          |  |
| Partito d'Azione | L'Italia libera      | cessato          |  | MSI              | Il Secolo d'Italia    | 8 000            |  |
| Fonte: Roberto Marvulli, L'analisi statistica areale del contenuto sui quotidiani, Milano, FrancoAngeli, 2003, pag. 76. |                      |                  |  |                  |                       |                  |  |

#### Riviste
Nella stampa periodica fu un fiorire di rinnovato impegno politico. A partire dall'immediato dopoguerra (anni 1945 - 50) si ebbe in Italia una vasta fioritura di riviste, molte di chiara matrice progressista, improntate al militante rapporto intellettuali-società.
Le riviste impegnate nate quegli anni furono le seguenti: 
- ad indirizzo marxista (Rinascita (1944), Società (1945), Il Politecnico (1945), Il Calendario del Popolo (1945)).
- azionista e costituzionalista (Il Ponte (1945));
- fondata da Adriano Olivetti "per la città dell'uomo" (Comunità (1946);
- d'ispirazione cattolica (Humanitas (1946), Il Gallo (1946), Cronache Sociali (1947));
- di matrice socialista (Mondo Operaio (1948));
- di area conservatrice (L'Uomo Qualunque (1945) di Guglielmo Giannini e Il Borghese (1950) fondato da Leo Longanesi)
- favorevole all'incontro tra scienza e filosofia (Civiltà delle macchine (1953));
- meridionalista (Nord e Sud (1954));
- a carattere artistico-letterario (Letture, Belfagor, Paragone).

Determinanti come punto di riferimento per intraprendere la via della "cultura militante", e per il nuovo modo di intendere la funzione dell'intellettuale impegnato nella società democratica, furono due opere di Antonio Gramsci: Lettere dal carcere e Quaderni del carcere, che la casa editrice Einaudi pubblicò tra il 1947 ed il 1951.

#### Il fotogiornalismo
Le prime fotografie appaiono sui giornali italiani tra gli anni settanta e gli anni ottanta del XIX secolo. Il procedimento per stampare l'immagine fissata sulla lastra non è ancora molto perfezionato, inoltre la carta da giornale è di qualità molto più povera di quella dei libri, il che non consente una riproduzione di buona qualità. Fino a tutti gli anni ottanta gli editori si avvalgono sporadicamente di fonti fotografiche.

La svolta avviene verso la fine del secolo con l'invenzione della lastra a mezzatinta: tale strumento consente di stampare le fotografie con la stessa macchina usata per i caratteri tipografici. Nasce il vero fotogiornalismo: i fotografi sono chiamati a documentare i principali avvenimenti dell'attualità. Le battaglie della prima espansione coloniale italiana vedono un gruppo di fotografi al seguito delle truppe che combattono nel Corno d'Africa.
Fino alla prima guerra mondiale le fotografie sono appannaggio delle riviste di fascia alta. I periodici popolari continuano a proporre al pubblico illustrazioni e disegni. Durante gli anni venti e trenta del XX secolo il fotogiornalismo conosce un periodo di grande sviluppo. Le innovazioni tecnologiche migliorano l'operatività dei fotocronisti. Su tutte, la pellicola da 36 mm, che sostituisce le lastre. Diventa possibile per la prima volta scattare immagini istantanee, senza posa. 
In Italia però nello stesso periodo si afferma un regime totalitario che sottopone i giornali a un ferreo controllo e li utilizza come mezzi di propaganda.
Nel secondo dopoguerra appaiono in Italia importantissimi e colti fotoreporter che collaborano con le riviste e le testate giornalistiche più importanti del mondo. Va ricordato innanzitutto Federico Patellani (1911-1977), il primo ideatore dei fototesti (in un periodo in cui sui giornali italiani le fotografie erano quasi del tutto assenti). Altri grandi fotogiornalisti italiani sono: Caio Mario Garrubba (1923-2015), Gianfranco Moroldo (1927-2001, il miglior "narratore per immagini" italiano della Guerra del Vietnam) e Romano Cagnoni (1935-2018). Tra le maggiori agenzie degli anni cinquanta vanno ricordate: Publifoto, Farabola e Giancolombo.
Negli anni sessanta avviene il passaggio definitivo all'utilizzo di macchine fotografiche portatili, sul modello della Leica di Henri Cartier-Bresson, vero mito del fotogiornalismo mondiale. Mentre fino ad allora gli editori italiani utilizzano negativi in formato 6x6, sulla scia del successo di Cartier-Bresson, un'intera generazione di fotogiornalisti italiani adotta il formato 24x36.
I maggiori fotogiornalisti italiani viventi sono:  Carlo Riccardi (1926) Gianni Berengo Gardin (1930), Franco Fontana (1933), Letizia Battaglia (1935), Uliano Lucas (1942), Ferdinando Scianna (1943, ha lavorato anche per la Magnum), Paolo Pellegrin (Magnum), Alex Majoli (presidente della Magnum dal 2011 al 2014).

#### Statistiche

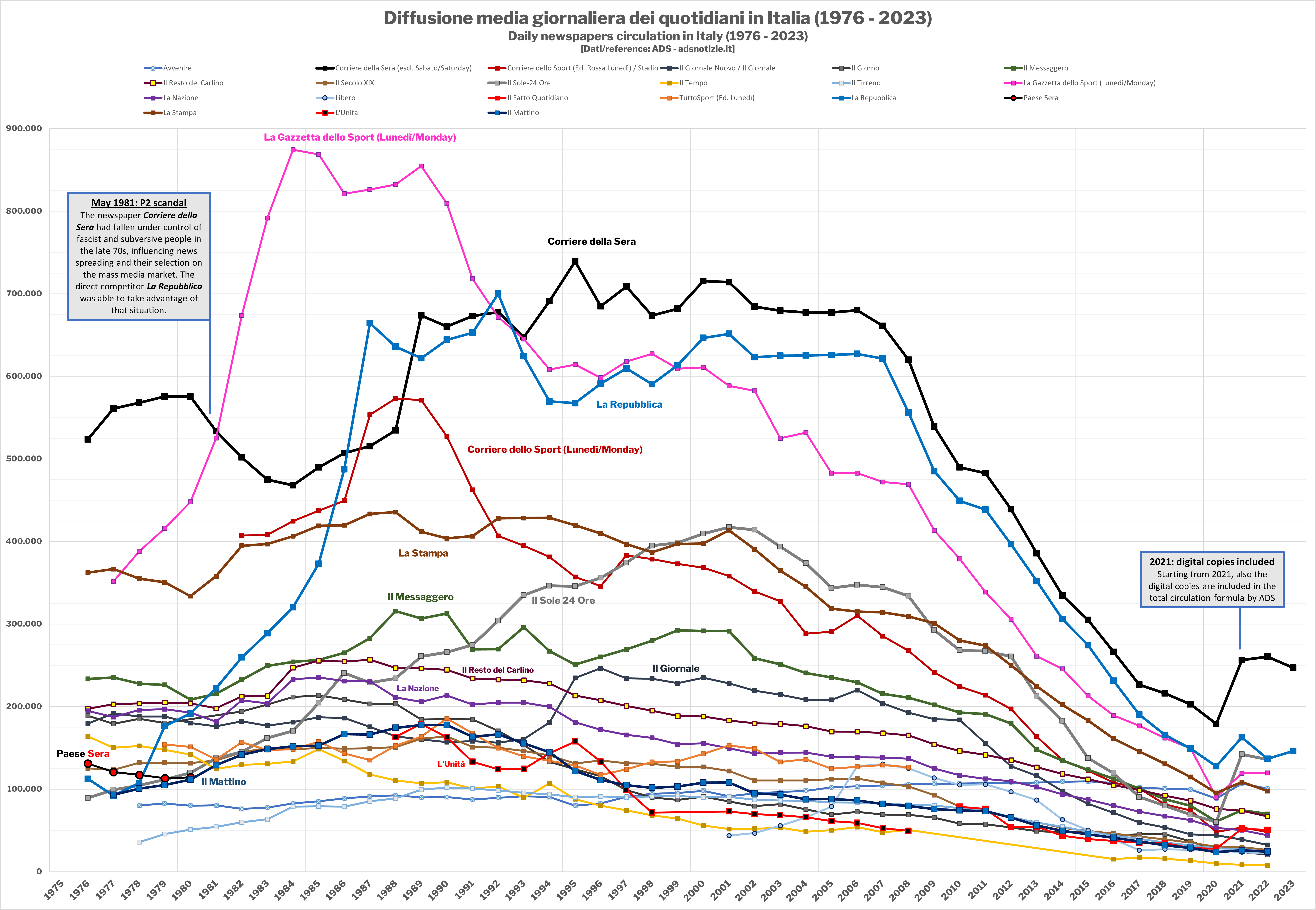
Diffusione dei principali quotidiani italiani dal 1976 al 2021. Dati ADS.

| Principali quotidiani italiani nel 1975 (esclusi i quotidiani sportivi) |          |
| Testata                                                                 | Tiratura |
| Corriere della Sera                                                     | 660 000  |
| La Stampa                                                               | 510 977  |
| l'Unità                                                                 | 450 000  |
| Il Giorno                                                               | 328 913  |
| Il Messaggero                                                           |          |
| Il Tempo                                                                | 250 562  |
| Il Giornale nuovo                                                       | 250 000  |
| Paese Sera                                                              | 200 874  |
| Avanti!                                                                 | 130 000  |
| Il Popolo                                                               | 108 000  |
| Dati in base alla tiratura del 1º gennaio 1975.                         |          |

| Numero e diffusione dei quotidiani in Italia |           |            |
| Anno                                         | Numero    | Diffusione |
| 1945-46                                      | 150 circa | 4 645 000  |
| 1952                                         | 107       |            |
| 1961                                         | 91        | 5 341 000  |
| 1970                                         | 82        |            |
| 1978                                         | 87        | 5 160 203  |
| 1980                                         |           | 5 341 970  |
| 1981                                         |           | 5 368 815  |
| 1982                                         |           | 5 409 975  |
| 1983                                         |           | 5 580 394  |
| 1984                                         |           | 5 860 691  |
| 1985                                         | ...       | 6 068 407  |
| 1986                                         |           | 6 365 661  |
| 1987                                         |           | 6 618 481  |
| 1988                                         |           | 6 721 098  |
| 1989                                         |           | 6 765 715  |
| 1990                                         | 80        | 6 808 501  |
| 1991                                         |           | 6 505 426  |
| 1992                                         |           | 6 525 529  |
| 1993                                         |           | 6 358 997  |
| 1994                                         | ...       | 6 208 188  |
| 1995                                         |           | 5 976 847  |
| 1996                                         |           | 5 881 350  |
| 1997                                         |           | 5 869 602  |
| 1998                                         |           | 5 881 421  |
| 1999                                         | 75        | 5 913 514  |
| 2000                                         |           | 6 073 158  |
| 2001                                         |           | 6 017 564  |
| 2002                                         |           | 5 830 523  |
| 2003                                         |           | 5 710 860  |
| 2004                                         |           | 5 617 620  |
| 2005                                         |           | 5 461 811  |
| 2006                                         | ...       | 5 510 325  |
| 2007                                         |           | 5 399 904  |
| 2008                                         |           | 5 145 647  |
| 2016                                         | ...       | 2 600 000  |
| Fonti: Fieg e ADS.                           |           |            |

| I quotidiani italiani del pomeriggio nel 1981 | I quotidiani italiani del pomeriggio nel 1981 | I quotidiani italiani del pomeriggio nel 1981 |
| Fondazione                                    | Testata                                       | Città                                         |
| --------------------------------------------- | --------------------------------------------- | --------------------------------------------- |
| 1824                                          | Corriere Mercantile                           | Genova                                        |
| 1900                                          | L'Ora                                         | Palermo                                       |
| 1930                                          | Stampa sera                                   | Torino                                        |
| 1945                                          | Corriere d'Informazione                       | Milano                                        |
| 1952                                          | La Notte                                      | Milano                                        |

### Legislazione
Nel 1947 il Parlamento fissò il numero massimo di pagine dei quotidiani e introdusse, sempre per i quotidiani, il regime di prezzo amministrato: l'esistenza di misure così rigide si giustificava con la carenza della carta da giornali. Tale scarsità avrebbe favorito i grandi gruppi editoriali a scapito di quelli piccoli, con grave pregiudizio per il pluralismo dell'informazione. La misura del prezzo amministrato fu concepita come transitoria, invece durò fino al 31 dicembre 1987.
Nel 1971 fu approvata la prima legge sulle sovvenzioni pubbliche all'editoria quotidiana e periodica. L'esigenza era quella di proteggere il pluralismo dell'informazione garantendo la circolazione del maggior numero di riviste possibili. La legge inaugurò un sistema basato sull'intervento diretto: più pagine vengono prodotte, maggiori sono i contributi. Negli anni seguenti tale approccio si rivelò inefficace e si passò gradualmente dall'intervento diretto all'intervento indiretto. Il primo provvedimento che stabilì il progressivo abbandono delle sovvenzioni dirette fu la legge 5 agosto 1981 n. 416, intitolata “Disciplina delle imprese editrici e provvidenze per l’editoria”. Il nuovo criterio adottato fu la tiratura media giornaliera. Nel 1987 il passaggio al sistema di sovvenzioni indirette era completato (legge n. 67/1987).
Le leggi successive hanno progressivamente ridotto l'entità delle sovvenzioni pubbliche ai giornali. Il decreto legge n. 112/2008 ha abolito il criterio della tiratura: da allora ogni anno lo Stato decide la somma da stanziare per il sostegno all'editoria. Il sistema di contribuzione diretta ha cessato di esistere il 31 dicembre 2014 (d. l. 6 dicembre 2011, n. 201).
La legge n. 549 del 1995 ha fissato al quattro per cento l’importo sull'Iva su tutti gli stampati.

## La stampa italiana oggi

### Statistiche
| I principali quotidiani italiani a diffusione nazionale nel 2011 |          |            |
| Testata                                                          | Tiratura | Diffusione |
| Corriere della Sera                                              | 622.070  | 482.800    |
| la Repubblica                                                    | 576.216  | 438.695    |
| La Gazzetta dello Sport                                          | 489.060  | 340.082    |
| La Stampa                                                        | 381.423  | 273.806    |
| Corriere dello Sport-Stadio                                      | 358.104  | 213.138    |
| Il Sole 24 Ore                                                   | 334.519  | 266.596    |
| Il Messaggero                                                    | 265.063  | 191.078    |
| Il Giornale                                                      | 258.941  | 155.455    |
| Libero                                                           | 194.818  | 105.796    |
| Tuttosport                                                       | 172.033  | 94.970     |
| Avvenire                                                         | 145.754  | 107.432    |
| Il Fatto Quotidiano                                              | 144.233  | 75.963     |
| Italia Oggi                                                      | 133.024  | 85.243     |
| l'Unità                                                          | 118.662  | 40.641     |
| Il Tempo                                                         | 57.922   | 39.606     |
| Fonte: Accertamenti diffusione stampa.                           |          |            |

| I principali settimanali italiani nel 2011 |            |
| Testata                                    | Diffusione |
| TV Sorrisi e Canzoni                       | 945.910    |
| Dipiù                                      | 844.040    |
| Oggi                                       | 610.363    |
| Dipiù Tv                                   | 594.189    |
| Famiglia Cristiana                         | 565.909    |
| Io Donna                                   | 559.502    |
| Telesette                                  | 555.927    |
| Vero                                       | 531.434    |
| Panorama                                   | 459.115    |
| Donna Moderna                              | 457.130    |
| Fonte: Accertamenti diffusione stampa.     |            |